# Василий Квашня

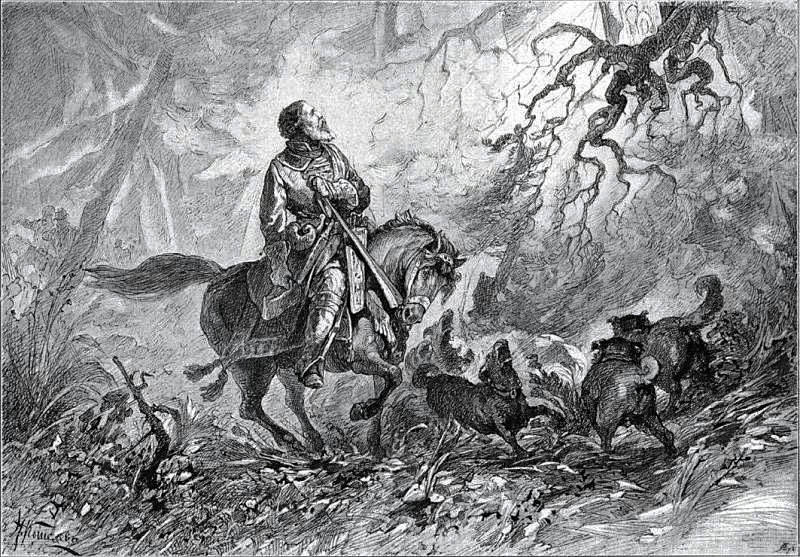
Василий Юрьевич Квашня во время охоты в лесу находит на большой сосне икону Федоровской Божией Матери

Василий Юрьевич Квашня — легендарный русский князь XIII века. По одним сказаниям — четвёртый князь Галичский, по другим — Костромской, сын некого князя Юрия Ярославича. Сказания, путая хронологию и генеалогию, приписывают ему то, что относится к биографии князя Василия Ярославича Костромского.
Василий Квашня наиболее известен благодаря Повести о явлении чудотворной иконы Феодоровской. Она сообщает, что князь 16 августа 1239 года близ реки Запрудни увидел икону Богородицы, висящей на дереве и принёс в Кострому.